# Кеслав
Кеслав (рос. Кеславь) — присілок в Бутурлинському районі Нижньогородської області Російської Федерації.
Населення становить 170 осіб. Входить до складу муніципального утворення робітниче селище Бутурлино.

## Історія
Від 2009 року входить до складу муніципального утворення робітниче селище Бутурлино.

## Населення
| 1999 | 2002 | 2010 |
| ---- | ---- | ---- |
| 156  | ↗170 | →170 |